# Ercole Lanza di Trabia
Ercole Lanza di Trabia (Palermo, 18 aprile 1813 – Palermo, 13 novembre 1885) è stato un politico italiano.
Membro di una delle più antiche famiglie nobiliari di Sicilia, i Lanza, fu nominato senatore nel 1872.